# 鈴木神社
鈴木神社（すずきじんじゃ）は、熊本県天草市にある神社である。
住民がほとんど殺害されてしまった天草復興に尽力した初代代官鈴木重成公、その兄の鈴木正三和尚、二代目代官鈴木重辰公を祀る。